# François Antommarchi
François Carlo Antommarchi (Morsiglia, Còrsega, 5 de juliol de 1780 o de 1789 - Santiago de Cuba, Espanya, 3 d'abril de 1838) fou un metge francès.
Va professar l'anatomia a Florence i va ser assignat l'any 1820 al servei de Napoleó, presoner a l'illa de Santa Helena. El va assistir en els seus últims moments, va rebutjar signar el protocol d'autòpsia aixecat pels cirurgians anglesos i va publicar la seva autòpsia després de la seva tornada a Europa. L'obra va incloure també el testament de Napoleó i un esbós molt detallat de la flora de Santa Helena.

## Biografia
François Antommarchi va començar els seus estudis a Liorna, obtenint més endavant el doctorat en filosofia i en medicina en la Universitat de Pisa, en març de 1808. Es va instal·lar llavors a Florència, treballant a l'Hospital Santa Maria Nuova. Va obtenir l'any 1812 el diploma de cirurgià de la Universitat de Florència (llavors Universitat Imperial), el president de la qual el va nomenar prosector. Amb aquest títol va treballar sota les ordres de Paolo Mascagni (1752-1815) a partir del 7 de juliol de 1813.
A petició de Madame Mère (Senyora Mare, nom protocol·lari donat a la mare de Napoleó), Maria Letizia Ramolino, i de l'oncle de Napoleó, el cardinal Fesch, Antommarchi va abandonar Florència per a anar a Santa Helena, on va esdevenir metge de l'emperador en el seu exili, càrrec que va exercir fins a la mort de l'emperador. Malgrat ser Antommarchi un desconegut de la família imperial, i de que el metge de Napoleó a l'illa d'Elba, Foureau de Beauregard, havia anat al servei de l'emperador de forma voluntària, Antommarchi va ser proposat pel Cavaller Colonna, qui treballava al servei de Madame Mère.
Va rebre el 19 de desembre de 1818 una carta oficial amb l'encàrrec d'anar a Santa Helena. Havia de reemplaçar el doctor Barry Edward O'Meara, expulsat de l'illa el juliol de 1818. Antommarchi va arribar a Longwood el setembre de 1819, quan la malaltia de Napoleó havia ja avançat força. Malauradament, Antommarchi no va ser a l'alçada de les expectatives de Napoleó, qui no feia confiança a les seves qualitats de metge. Pel que fa al seu entorn i als guardians britànics, trobaven al metge poc civilitzat i grosser. Napoleó, no obstant això, va reconèixer la seva capacitat de disseccionar i li va confiar la missió de realitzar una autòpsia de les seves restes per advertir al seu fill, el duc de Reichstadt, l'existència d'una malaltia de l'estómac que ell creia hereditària. Després de la mort de Napoleó, Antommarchi va escriure les seves memòries del temps passat a Santa Helena, sota el títol de "Memòries del doctor F. Antommarchi, o els últims moments de Napoleó". La conclusió d'Antommarchi després de feta l'autòpsia va ser que l'il·lustre pacient havia mort d'un càncer d'estómac.
L'any 1831, Antommarchi va marxar a Polònia, on va esdevenir inspector general dels hospitals polonesos durant la Insurrecció de Novembre. Hi va aportar la seva ajuda al poble polonès en el seu aixecament contra els russos. Fa fugir a París per escapar a les forces del tsar.
L'any 1833, va participar en la subscripció que pretenia realitzar una màscara mortuòria de l'emperador Napoleó. Això va donar lloc a moltes controvèrsies..Aquesta màscara mortuòria, anomenada "Antommarchi" perquè la va signar en el moment de la subscripció de 1833, és tanmateix reconeguda com a provinent d'un original fabricat per Antommarchi a Londres a l'agost de 1821.
Antommarchi va emigrar llavors a Louisiana on, l'any 1834, va fer donatiu de la màscara mortuòria de bronze de Napoleó a la ciutat de Nova Orleans. Més endavant va viure per poc temps a Veracruz (Mèxic), on va ser metge itinerant. Abandonant Mèxic, es va instal·lar a Santiago de Cuba, on de nou va treballar com a metge. El seu passatge a Cuba s'explicava pel seu desig de trobar el seu cosí, Juan Antonio Benjamin Antommarchi, que havia fet fortuna a les plantacions de cafè. Antommarchi va esdevenir un especialista de l'operació de la cataracta. Va morir a Cuba de febre groga el 3 d'abril de 1838, a l'edat de 57 anys.

## Obres
- François Antommarchi, Les Derniers Moments de Napoléon, Editorial Buchet/Chastel, 1975.